# Signal Fire
Signal Fire è un singolo del gruppo musicale scozzese Snow Patrol, pubblicato nel 2007 ed estratto dalla colonna sonora del film Spider-Man 3.

## Tracce
- CD (Singolo UK)

1. Signal Fire – 4:29
2. Wow (Eddy TM Loser Remix) – 5:39

- Download digitale

1. Signal Fire – 4:29

## Formazione
- Gary Lightbody – voce, chitarra
- Nathan Connolly – chitarra, cori
- Paul Wilson – basso, cori
- Jonny Quinn – batteria
- Tom Simpson – tastiera, cori